# Adam Kurczyna
Adam Kurczyna (ur. 27 sierpnia 1935 na Wołyniu, zm. 12 sierpnia 2005 w Nowych Siołkowicach) – poeta, satyryk i aktor. Był współautorem Opolskiego Teatrzyku Satyry "Kukuryku".
Autor zbioru wierszy Smak dzikiego wina oraz Kabaretu Błażeja Sartra. Był współautorem Almanachu Artystycznego Opole 1957.